# Aeroporto di Tiksi
L'aeroporto di Tiksi (in russo Аэропорт Тикси?) è un aeroporto civile e una base aerea militare russa.

## Posizione geografica

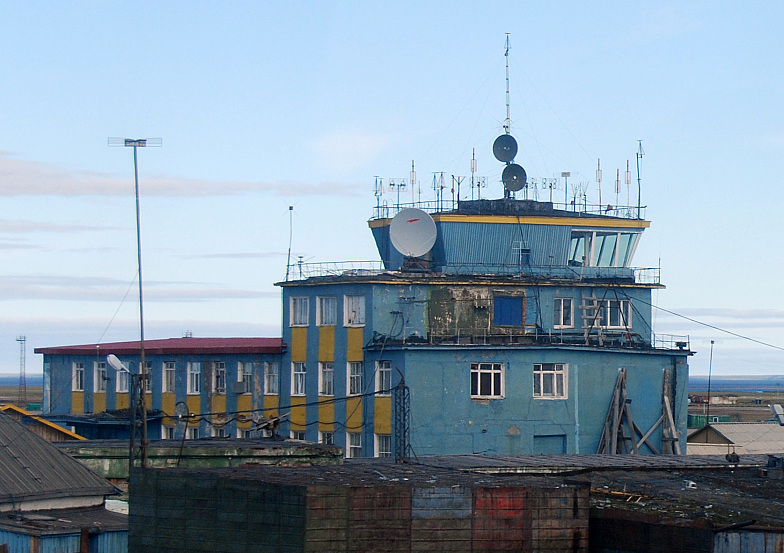
La torre di controllo

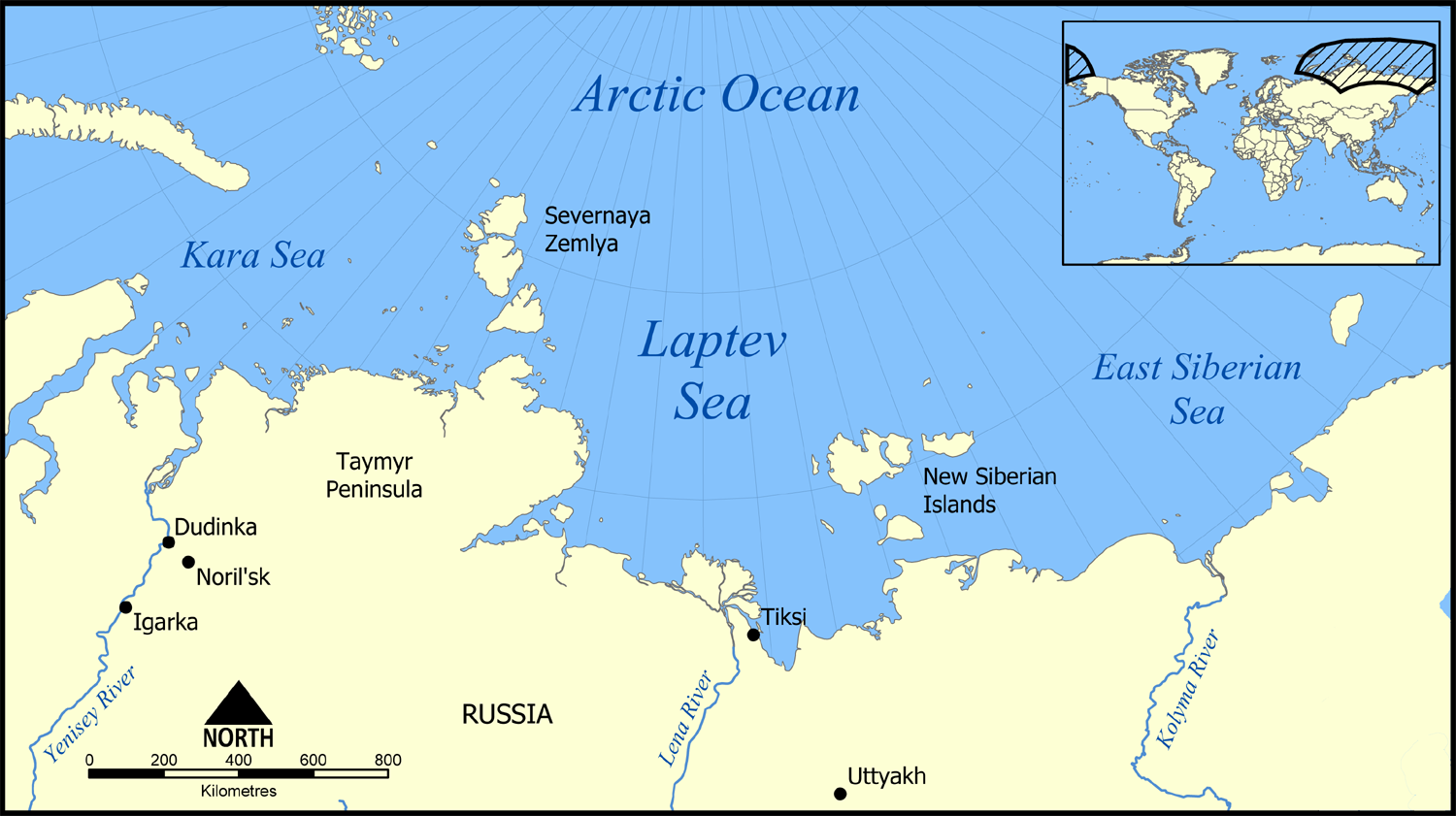
La posizione di Tiksi rispetto a Noril'sk

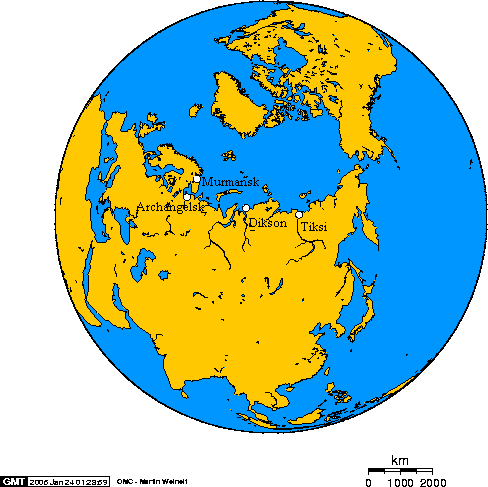
La posizione di Tiksi rispetto alle città russe del Circolo Polare Arctico

L'aeroporto di Tiksi si trova a 7 km a nord dalla città di Tiksi, nella Repubblica Autonoma della Sacha-Jakuzia (Circondario federale dell'Estremo Oriente). L'Aeroporto di Tiksi è situato a 1500 km a nord-est dall'aeroporto di Noril'sk-Alykel' ed a 1070 km a nord dall'aeroporto di Jakutsk.

## Aerei di base nell'aeroporto
Nell'aeroporto sono di base l'aviazione del Federal'naja služba bezopasnosti della Russia, delle Voenno-vozdušnye sily Rossijskoj Federacii e la compagnia aerea russa Polar Airlines.

## Storia
La prima base aerea a Tiksi è stata creata negli anni trenta del XX secolo con l'organizzazione del porto sulla Via polare navale. Nel settore orientale di tale via  è stato creato un punto di controllo delle navi a Tiksi. Negli anni sessanta-settanta del XX secolo l'aeroporto di Tiksi è stato utilizzato come una base aerea militare per l'Aviazione strategica dell'URSS per raggiungere la costa del Canada. A Tiksi si basavano gli aerei Tupolev Tu-95 del Gruppo Operativo Polare della 37ma Vozdushnaja Armia dell'URSS. Inoltre, durante l'inverno all'aeroporto di Tiksi potevano atterrare i bombardieri strategici Myasishchev M-4. Con la fine della guerra fredda la base aerea strategica è stata chiusa ed il Distaccamento Aereo di Tiksi è entrato nel 1997 a far parte della nuova compagnia aerea russa Polar Airlines con la creazione della divisione a Tiksi. La compagnia aerea Polar Airlines ha costruito la base tecnica per la manutenzione nelle condizioni del Circolo polare artico degli elicotteri Mil Mi-8 e degli aerei Antonov An-24, Tupolev Tu-154.

## Dati tecnici
L'aeroporto di Tiksi è un aeroporto di prima classe dotato di una pista attiva cementata di 3,000 m x 60 m portante un peso massimo al decollo di 260 T che permette l'atterraggio e il decollo di quasi tutti tipi degli aerei esistenti e di tutti i tipi degli elicotteri.

## Scalo d'emergenza ETOPS
L'aeroporto di Tiksi è uno scalo d'emergenza (in inglese: Diversion airport), per gli aerei con due motori (in inglese: Twinjet) (Airbus A300, Airbus A310, Airbus A330, Boeing 737, Boeing 757, Boeing 767, Boeing 777, Gulfstream V G500/G550, Gulfstream IV G350/G450) che compiono le rotte transcontinentali transpolari № 3 e № 4 dall'Asia (Hong Kong, Delhi) per America del Nord (New York, Vancouver). Secondo la regola ETOPS in ogni momento del volo di un aereo bimotore  devono esserci aeroporti d'emergenza nel raggio di 180-207 minuti. Gli aeroporti russi di Čul'man, Salechard, Noril'sk, Pevek, Poljarnyj, Jakutsk, Mirnyj, Bratsk, Blagoveščensk, Irkutsk, Chatanga, Tiksi fanno parte degli aeroporti d'emergenza per soddisfare i requisiti ETOPS.

## Collegamenti con Tiksi
Il Terminal aeroportuale si trova a 7 km a nord dal centro di Tiski. L'aeroporto è aggiungibile con la linea del trasporto pubblico che collega l'aeroporto con la città ogni 3 ore nei giorni feriali ed ogni 4 ore nei giorni festivi.